# Eyeliner
 For alternative betydninger, se Liner.
En eyeliner er et kosmetikprodukt, der fremhæver øjnene. Det er beregnet til at tegne på den våde kant ved øjet og over eller under øjnene lige ved vipperne. Eyeliner er også nødvendigt for at lave de kendte Smokey Eyes. 
Der findes mange slags eyeliner, 
Khôl: en blød 'blyant, som er let at tvære ud, for et mere 'smokey' look, eller til den våde kant over eller under øjet.
Flydende eyeliner: som en pensel, god til at lave et kattelook, dvs. en tynd nærmest malet streg som går lidt ud over den yderste del af øjet med et lille svirp. Dette får også øjet til at fremstå større. 
Mange make-up firmaer er også begyndt at lave farvede eyelinere, som giver et mere ungt look, hvis man lægger dem lige over de øverste vipper, og man kan bruge dem i øjnkrogen inderst og yderst ved øjet, for et strålende udtryk. 
Hvid eyeliner på den våde kant får øjet til at syne større. 